# Katarina Gospic
Katarina Anna-Maria Gospic, född 6 februari 1984 i Kista, är en svensk medicine doktor, hjärnforskare och författare.
Gospic är uppvuxen i Akalla i Stockholm. Åren 2002–2011 utbildade hon sig till läkare och doktorerade 2011 vid Karolinska Institutet. 2011 startade hon det egna konsultföretaget Brainbow Labs, varifrån hon bedriver sin huvudsakliga verksamhet som författare, föreläsare och konsult.
Gospic disputerade i kognitiv neurovetenskap på en avhandling om neuroekonomi, en avhandling som analyserar hur man reglerar känslor och vad som händer i hjärnan när man fattar beslut. 2012 skrev hon den populärvetenskapliga boken Välj rätt! En guide till bra beslut på samma tema och utgiven av Brombergs förlag. 2014 utkom på samma förlag boken Den sociala hjärnan. Tillsammans med professor Martin Ingvar stod Gospic även bakom en uppmärksammad studie som visade att människan tycks ha en medfödd förmåga att reagera på orättvisor och att denna reaktion utgår från amygdala.
2013 var hon sommarvärd i Sommar i P1. I oktober 2014 medverkade hon även i SVT:s Sommarpratarna. År 2015 var hon ett av de nya ansiktena i Stockholm Hall of Fame på Arlanda och 2016 utsågs hon till ”Supertalang” av Veckans Affärer.
2015 utkom hennes tredje bok Neuroledarskap, skriven tillsammans med Stefan Falk, utgiven av Natur och Kultur. Våren 2016 utkom hon med boken Neurodesign – inredning för hälsa, prestation och välmående, utgiven av Bokförlaget Langenskiöld.
Gospic har flera gånger medverkat som hjärnexpert i media, till exempel i ”Doktorerna” och ”Perspektiv” i Malou efter tio på TV4.'
Gospic har 2022  i podden Framgångspodden ifrågasatt COVID-vaccinen och Sveriges regerings agerande vilket har blivit hårt kritiserat av andra forskare, exempelvis Agnes Wold och Matti Sällberg.